# گروه سمیلگت
Smilegate یک توسعه دهنده و ناشر بازی ویدیویی کره جنوبی است که بازی‌های آنلاین و بازی‌های موبایل و کامپیوتر را توسعه، انتشار و خدمات ارائه می‌کند. این پنج بخش اصلی کسب و کار - توسعه بازی، نشر، پلت فرم، سرمایه‌گذاری و مشارکت اجتماعی است. این شرکت در سال ۲۰۰۲ در کره جنوبی تأسیس شد، CrossFire، یک بازی FPS آنلاین است که با بیش از ۶ میلیون بازیکن همزمان در سراسر جهان با هم رقابت می‌کند، و …

## تاریخچه
سمیلگت به عنوان گیرنده جایزه تعالی، ETRI IDC در سال ۲۰۰۳ انتخاب شد. سمیلگت شروع به ساخت بازی FPS CrossFire در سال ۲۰۰۶ کرد و سال بعد شرکت سمیلگت بازی CROSSFIRE را در چین، ژاپن راه اندازی کرد. در سال ۲۰۰۹، ۱ میلیون کاربر در چین ثبت نام شده و ۰٫۱ میلیون کاربر حداکثر در ویتنام ثبت نام کردند و سمیلگت با جایزه نوآوری مدیریت فناوری کره (MCST Minister’s Award) در ۴۹ روز تجارت روزنامه (MKE Minister’s Award) CROSSFIRE برنده جایزه رئیس‌جمهور برای "جایزه فهرست ۲۰۱۲" بدست آورد. بازی CROSSFIRE به عنوان یکی از ۱۰ بازی برتر سال ۲۰۱۳ انتخاب شده‌است. سمیلگت سیستم پشتیبانی از محیط زیست Start-up و برنامه انکوباتور ORANGE FARM (در Seocho, Busan, Shinchon) تأسیس کرد و همچنین سمیلگت ۱۱۲ میلیون دلار در شرکت SUNDAYTOZ سازنده بازی سرمایه‌گذاری کرد. سمیلگت مگاپورت در ژوئن ۲۰۱۵ سرویس تلفن همراه " STOVE " را راه اندازی کرد. سمیلگت قراداد همکاری با شرکت تولید فیلم هالیوودی 'Original Film' را برای سازگاری صفحه نمایش بزرگ بازی تیراندازی آنلاین "Crossfire" امضا کرده‌است شرکت سرگرمی سمیلگت قرارداد انتشار ۵۰۰ میلیون دلاری منحصر به فرد با Oriental Shiny Star را برای بازی تیراندازی آنلاین Crossfire 2 در چین امضا کرده‌است.
در سال ۲۰۱۷، سمیلگت برای ارائه خدمات بازی CrossFire در بازار اروپا، یک دفتر جدید در برلین آلمان باز کرد.

### کاریکاتور
Smiletoon